# Thunderbolts*
Thunderbolts* är en amerikansk superhjältefilm från 2025. Filmen är regisserad av Jake Schreier, med ett manus skrivet av Eric Pearson. Filmen bygger på Marvel Comics serietidningar med samma namn, som publicerades för första gången av Kurt Busiek och Mark Bagley år 1997. Några av de skådespelare som medverkar i filmen är Sebastian Stan, Hannah John-Kamen, Wyatt Russell, Julia Louis-Dreyfus, Florence Pugh, David Harbour, och Olga Kurylenko. Filmen är den 36:e filmen i Marvel Cinematic Universe (MCU).
Filmen hade biopremiär i Sverige den 30 april 2025, utgiven av Walt Disney Studios Motion Pictures.

## Rollista
- Florence Pugh – Yelena Belova[10]
- Sebastian Stan – Bucky Barnes / Winter Soldier[10]
- Julia Louis-Dreyfus – Valentina Allegra de Fontaine[10]
- Lewis Pullman – Robert "Bob" Reynolds / Sentry / Void[10]
- David Harbour – Alexei Shostakov / Red Guardian[10]
- Wyatt Russell – John Walker / U.S. Agent[10]
- Hannah John-Kamen – Ava Starr / Ghost[10]
- Olga Kurylenko – Antonia Dreykov / Taskmaster[10]
- Geraldine Viswanathan – Mel[10]
- Wendell Pierce – Gary[11]
- Chris Bauer – Holt[11]

## Produktion
Filmen började spelas in i februari 2024 i Trilith Studios och Atlanta Metro Studios i Atlanta.